# Anisia palposa
Anisia palposa là một loài ruồi trong họ Tachinidae.